# 九州産業鉄道オハフ1形客車
九州産業鉄道オハフ1形客車（きゅうしゅうさんぎょうてつどうオハフ1がたきゃくしゃ）は九州産業鉄道が保有していた客車の一形式である。1932年（昭和7年）に田中車輛で1両のみ製造された。

## 概要
当時鉄道省が20 m級制式客車として量産を開始したばかりの最新鋭車であるスハフ34400形（後のスハフ32形）の設計を基礎に、これを約3 m短縮して17 m級とした、いわゆる国鉄スハ32系客車のバリエーションモデルである。車体が短縮されたとは言え、それ以外はほ鉄道省制式の設計・部品を使用して製作されており、産業セメント鉄道の国有化後は制式鋼製客車の1形式として編入され、廃車まで特に区別無く運用された。
なお太平洋戦争前後を通じ、このオハフ1形ほど徹底的に鉄道省制式鋼製客車の設計を流用した客車を国内私鉄が新規製作・購入した例は他にない。

## 車体
メーカーである田中車輌が鉄道省向け客車製造を担当していたことから、車体設計や部品類はことごとく省制式品を流用してあった。このため、側窓にして4枚分車体長を短縮されて17 m級とされた以外は、ほぼ完全にスハフ34400形に準じて設計製造されている。定員は64名、自重29.72 tで、座席も1932年製のスハフ34400形と共通仕様のものが搭載されていた。

## 主要機器
台車はTR23相当品が採用されており、自動空気ブレーキ装置も鉄道省標準のA動作弁によるAVブレーキ装置を搭載する。
ただし、便所の水タンクは床下に設置してブレーキ管の空気圧で揚水するタイプではなく、天井に搭載し重力により給水するオハ31系と同様の重力落下式となっており、車体長以外では数少ないスハフ34400形との相違点となっている。

## 運用
1943年（昭和18年）に実施された産業セメント鉄道の戦時買収に際しては、他の車両と同様に本形式も省籍編入が実施された。
通常であれば雑形車としての形式が与えられるところであったが、仕様が車体長以外ほぼ完全にスハ32系相当で部品も共通であったため、制式客車と同等に扱われることとなった。このため形式称号は制式鋼製客車の続番となり、オハフ36形（オハフ36 1）という名称が与えられた。
買収後は、戦中戦後の混乱期に一時的に鹿児島地区で使用された以外は、行橋区（門ユク）に配置されて田川線を中心とする筑豊地区で運用され、1960年代半ば過ぎまで営業運転に使用された。
もっとも、1形式1両のみ、しかも主要部品がスハ32系と共通で検査等の際に特に不都合がなかったためか、国鉄客車としての形式図は最後まで作成されず、その台枠と台車についても制式品とほぼ同一の設計であったにもかかわらず、国鉄としての正式な型番を与えられないままに終わっている。
1960年代以降国鉄が淘汰を推進していた17 m級であったため、旅客車としての用途廃止後は事業用車両等への転用は実施されないまま、1967年（昭和42年）12月20日付けで廃車、そのまま解体されている。